# Plymstock
Plymstock – dzielnica miasta Plymouth, w Anglii, w Devon, w dystrykcie (unitary authority) Plymouth. Plymstock jest wspomniana w Domesday Book (1086) jako Plemestoch/Plemestocha.